# Kongeriget Merina
Kongeriget Merina eller Kongeriet Madagaskar (ca. 1540-1897) var et kongerige i Afrika ud for sydøstkysten, der dominerede størstedelen af det, som nu er Madagaskar. Riget spredte sig fra Imerina i den centrale højlandsregion, der primært var beboet af merinafolket, med den spirituelle hovedsat Ambohimanga og den politiske hovedstad omkring 24 km vest for i Antananarivo, der er hovedsæde for regeringen i den moderne stat Madagaskar. Merinas konger og dronninger herskede over Madagaskar i 1800-tallet, hvor efterkommerne i en lang liste af Merina-regenter der stammede fra Andriamanelo, oprindeligt grundlagde riet i 1540.
Landet blev koloniseret af Frankrig i 1897.
18°55′25″S 47°31′56″Ø / 18.9236°S 47.5322°Ø